# Amblyceps foratum
Amblyceps foratum és una espècie de peix de la família dels amblicipítids i de l'ordre dels siluriformes. Adult, pot atènyer fins a 8,5 cm de longitud total. Nombre de vèrtebres: 38-41.
És un peix d'aigua dolça i de clima tropical. Es troba a Àsia: nord de la Malàisia peninsular, Tailàndia i Cambodja.

## Observacions
És capaç d'infligir una picada dolorosa, i amb molta inflor, amb les seues espines dorsals i pectorals.